# Platycerus pseudocaprea
Platycerus pseudocaprea es una especie de coleóptero de la familia Lucanidae.

## Distribución geográfica
Se distribuyen por la zona continental de España y Francia.